# Lili Krausová
Lili Krausová (3. dubna 1903 Budapešť – 6. listopadu 1986 Asheville) byla klavíristka původem z Maďarska. Její otec pocházel z území dnešního Česka a matka z asimilované židovské maďarské rodiny.

## Život
Lili Krausová studovala Hudební akademii Franze Liszta v Budapešti, mimo jiné u Zoltána Kodálye a Bély Bartóka. Ve 30. letech pokračovala ve studiích se Severinem Eisenbergerem, Eduardem Steuermannem ve Vídni a Arturem Schnabelem v Berlíně.
Lili Krausová se brzy stala známou jako specialistka na Mozarta a Beethovena. Její interpretace komorní hudby a nahrávky s houslistou Szymonem Goldbergem jí pomohly získat uznání kritiky a zahájit mezinárodní kariéru. Ve 30. letech cestovala po Evropě, Japonsku, Austrálii a Jižní Africe. V roce 1940 se vydala na turné po Asii, kde byla zajata Japonci na Jávě a od června 1943 do srpna 1945 internována, zpočátku ve velmi těžkých podmínkách.
Po válce se usadila na Novém Zélandu, kde strávila mnoho šťastných let hraním a vyučováním. Stala se tamní občankou a pokračovala v kariéře, intenzivně vyučovala a cestovala. Na počátku 50. let provedla celý cyklus Beethovenových sonát s houslistou Henrim Temiankou. Od roku 1967 do roku 1983 vyučovala na Texaské křesťanské univerzitě ve Fort Worthu. Poté se usadila v Asheville ve státě Severní Karolíně, kde v roce 1986 zemřela.
Jejím manželem byl Otto Mandl (1889–1956), zámožný židovský těžební inženýr a filozof. Sňatek uzavřeli 31. října 1930. Společně konvertovali ke katolicismu a Mandl prodal své podnikání, aby se mohl věnovat podpoře kariéry své choti. Pár měl dvě děti, Ruth a Michaela.